# Eirexalba
Eirexalba (llamada oficialmente Santo Estevo de Eirexalba) es una parroquia y una aldea española del municipio de Incio, en la provincia de Lugo, Galicia.

## Otras denominaciones
La parroquia también es conocida por los nombres de San Estebo de Eirexalba y San Estevo de Eirexalba.

## Límite
Limita con las parroquias de Rendar y Sirgueiros al norte, Incio al este, Óutara y Layosa al sur, y Vilasouto al oeste.

## Geografía
Parte del embalse de Vilasouto se encuentra dentro de los límites de la parroquia.

## Organización territorial
La parroquia está formada por diez entidades de población, constando cinco de ellas en el nomenclátor del Instituto Nacional de Estadística español:
- Castro
- Cortellas (As Cortellas)
- Cobo (Covo)
- Eirexalba*
- Hermida (A Ermida)
- Ferradal
- Pombar
- Serra (A Serra)
- Tallos (Os Tallos)
- A Vila
- Vilarreguenga (Vila Reguenga)

## Demografía

### Parroquia
| Gráfica de evolución demográfica de Eirexalba (parroquia) entre 2000 y 2020 |
|                                                                             |
| Datos según el nomenclátor publicado por el INE.                            |

### Aldea
| Gráfica de evolución demográfica de Eirexalba (aldea) entre 2000 y 2020 |
|                                                                         |
| Datos según el nomenclátor publicado por el INE.                        |

## Festividades
Las fiestas parroquiales se celebran el segundo sábado de agosto en honor a la Virgen de la Presentación.